# Meunasah Meucap
Meunasah Meucap is een bestuurslaag in het regentschap Bireuen van de provincie Atjeh, Indonesië. Meunasah Meucap telt 392 inwoners (volkstelling 2010).